# Upeneus davidaromi
Upeneus davidaromi är en fiskart som beskrevs av Daniel Golani 2001. Upeneus davidaromi ingår i släktet Upeneus och familjen mullefiskar. Inga underarter finns listade i Catalogue of Life.